# Leonardo Costas
Fabio Leonardo Costas es un entrenador de fútbol argentino, hermano del también entrenador Gustavo Costas. Fundador del Complejo Costas, exjugador de Racing Club de Avellaneda y campeón de la Supercopa de Racing 1988.

## Clubes
Actualizado al 10 de diciembre de 2017
| Club               | País      | Año       | PJ | Goles |
| ------------------ | --------- | --------- | -- | ----- |
| Racing Club        | Argentina | 1987-1989 | 2  | 0     |
| Locarno            | Suiza     | 1990      | 12 | 1     |
| Emmenbrücke        | Suiza     | 1991      | ¿? | ¿?    |
| Banfield           | Argentina | 1991-1992 | 19 | 0     |
| Defensa y Justicia | Argentina | 1993      | 0  | 0     |
| Almagro            | Argentina | 1995-1998 | 75 | 2     |